# Il mio individualismo
Il mio individualismo (私の個人主義 Watakushi no Kojinshugi) è un saggio di Natsume Sōseki, elaborato a partire dal testo di una conferenza tenuta presso il Gakushūin nel 1914. Sōseki vi espone le sue opinioni sull'importanza dell'autonomia intellettuale, in un discorso d'ampio respiro che si inserisce all'interno del dibattito sul processo di occidentalizzazione (seiyōka) e modernizzazione del Giappone Meiji.

## L'individualismo di Sōseki. "A modo mio"
Oggetto del saggio è appunto l'individualismo, inteso come possibilità di vivere a modo proprio, dando la priorità alle opinioni e alle scelte personali. Il testo è caratterizzato da uno stile personale, dallo spazio dato agli episodi autobiografici e dall'uso della prima persona. Nella prima metà esso assume la forma di una confessione: Sōseki ricorda il periodo di studio trascorso a Londra, e presenta al lettore le sue incertezze su quale senso dare alla letteratura, e su come interpretare la differenza di vedute tra critica occidentale e critica giapponese. Sōseki è infatti preoccupato dalla tendenza prevalente nel Giappone a lui contemporaneo e negli influenti circoli letterari (bundan), in cui ravvisa un'accettazione passiva delle teorie letterarie dominanti all'estero e dunque una forma di allo-centrismo che frustra e limita l'individuo e la sua ricerca . La risposta che offre (e che ritrova al termine di un processo di studio e di maturazione interiore, quasi una sorta d'illuminazione salvifica) è invece quella di riconoscere il peso del gusto e della valutazione personale: solo dando la priorità all'individuo è possibile raggiungere la felicità. Rifiutare l'omologazione, l'autorità altrui e l'appartenenza a un gruppo è indispensabile, anche se ne consegue inevitabilmente un senso di isolamento (e quest'argomento ritorna anche nei romanzi, e in particolare in “Kokoro”, 'Il cuore delle cose').
Nella seconda parte del saggio Sōseki si sofferma sugli aspetti politico-sociali dell'individualismo, sulle responsabilità dei “potenti” e la necessità di mantenere un'etica, infine sul rapporto tra l'individualismo e quel nazionalismo profondamente radicato nel Giappone Meiji. Nel tentativo di conciliare due posizioni in conflitto, si riconosce allora una superiorità morale dell'individualismo - che deve dunque prevalere quando il paese vive una fase di stabilità - ma si accetta anche di dover limitare la libertà individuale e di dover riconoscere le esigenze collettive della Nazione nei momenti di pericolo, di guerra o d'invasione straniera.